# Amos 6
Amos 6 – izraelski niedoszły satelita telekomunikacyjny serii AMOS. Miał docelowo zastąpić satelitę Amos 2 na orbicie geostacjonarnej.

## Historia
W 2013 spółki Spacecom oraz SpaceX podpisały kontrakt na wyniesienie satelity Amos 6 rakietą Falcon 9 w 2015 roku. Zadanie zbudowania nowego satelity przydzielono firmie Israel Aerospace Industries, izraelskiemu koncernowi zbrojeniowemu. Koszt zbudowania satelity oszacowano na 85 milionów dolarów. Datę planowanego startu wielokrotnie przesuwano, ostatecznie zaplanowano start na 3 września 2016.
W październiku 2015 firmy Facebook i Eutelsat podpisały z firmą Spacecom umowę, która pozwalała na dzierżawę przez okres 5 lat systemu łączności Amosa 6 w paśmie Ka na m.in. potrzeby projektu Internet.org, mającego na celu zapewnienie dostępu do Internetu na obszarze 14 krajów Afryki subsaharyjskiej. Za każdy rok użytkowania obie spółki miały zapłacić kwotę w wysokości 95 milionów dolarów.
1 września 2016 o godzinie 13:12 (czasu UTC) na platformie startowej LC-40 w Cape Canaveral Air Force Station podczas przygotowań do testowego zapłonu silników doszło do eksplozji w okolicy zbiornika utleniacza 2. członu rakiety Falcon 9, która doprowadziła do całkowitego zniszczenia całej rakiety oraz satelity Amos 6. W wyniku eksplozji została uszkodzona platforma startowa. W chwili wybuchu na platformie nikt nie został ranny. Nieudana próba rakiety przed startem Amosa 6 doprowadziła do 9-procentowego spadku wartości akcji spółki Spacecom na giełdzie w Tel Awiwie. Chwilowe straty na giełdzie NASDAQ również odnotowała spółka Facebook.
W listopadzie 2016 zakończono postępowanie wyjaśniające przyczynę eksplozji rakiety Falcon 9 z satelitą Amos 6. Do awarii doprowadziło nadmierne schłodzenie ciekłego tlenu w zbiornikach paliwowych do temperatury poniżej -218,79 °C podczas wtłaczania ciekłego helu do znajdujących się wewnątrz zbiornika z tlenem butli zbudowanych z kompozytów węglowych, co z kolei doprowadziło do reakcji stałego tlenu z węglowymi składnikami butli i pojawienia się ognia, który błyskawicznie doprowadził do zniszczenia rakiety, satelity i wyrzutni startowej.